# Mycetagroicus
Mycetagroicus is een geslacht van mieren uit de onderfamilie van de Myrmicinae (Knoopmieren).

## Soorten
- M. cerradensis Brandão & Mayhé-Nunes, 2001
- M. inflatus Brandão & Mayhé-Nunes, 2008
- M. triangularis Brandão & Mayhé-Nunes, 2001
- M. urbanus Brandão & Mayhé-Nunes, 2001